# Lake Rotoaira
Lake Rotoaira ist ein kleiner See südlich des Lake Taupō auf dem Volcanic Plateau des Taupō District in der Region Waikato auf der Nordinsel von Neuseeland. Der See besitzt eine Flächenausdehnung von 13 km².

## Geographie
Der See befindet sich in einem Graben zwischen der breiten Vulkankuppel des Mount Tongariro im Südwesten und dem kleineren Kegel des Mount Pihanga im Nordosten. Sein natürlicher Abfluss erfolgt über den Poutu Stream in den Tongariro River.

## Geschichte
Lake Rotoaira ist einer der wenigen Seen des Landes in Privateigentum. Er wird vom Lake Rotoaira Trust verwaltet. Für die Nutzung des Sees zum Angeln und für ähnliche Aktivitäten wird eine Erlaubnis benötigt.
Das Tongariro Power Scheme nutzt den See als Speicher für das Wasserkraftwerk Tokaanu. Dazu erfolgten umfangreichen wasserbauliche Maßnahmen, so wurden mehrere andere Bäche und Flüsse, darunter der Whanganui River über den Otamangakau Hydro Lake in den See umgeleitet und ein Tunnel durch den Mount Pihanga zum Wasserkraftwerk Tokaanu gegraben.